# Erewhon
Erewhon (titolo originale: Erewhon: or, Over the Range) è un romanzo fantastico e satirico di Samuel Butler. Fu pubblicato nel 1872, inizialmente in forma anonima.
In Italia il romanzo è stato pubblicato per la prima volta nel 1927 con il titolo Erewhon ovvero dall'altra parte delle montagne e nel 1973 come L'uomo e la macchina.

## Storia editoriale
Il romanzo è stato pubblicato per la prima volta nel 1872 senza la firma dell'autore; fu revisionato e ripubblicato nel 1901, stavolta firmato da Samuel Butler-
Il termine erewhon è un anagramma della parola inglese nowhere. Il titolo è anche il nome del paese immaginario in cui si svolge l'azione. Nel romanzo, non è rivelato in quale parte del mondo si trovi. Allo stesso modo che nel titolo, anche dietro il personaggio di Ydgrun secondo alcuni si nasconderebbe, attraverso un semplice anagramma, quello della proverbiale Mrs. Grundy, che in molti paesi occidentali rappresenta in maniera icastica la società capitalistica e il dogmatismo borghese.
Gilles Deleuze e Félix Guattari, nel saggio Che cos'è la filosofia?, sottolineano come il titolo rinvii non solo al No-where (in nessun luogo) ma anche al Now-here (qui e ora), evidenziando una sorta di doppia dimensione spazio-temporale.
Il romanzo è stato pubblicato in Italia, per la prima volta nel 1927 con il titolo Erewhon ovvero dall'altra parte delle montagne, ripubblicato nel 1944 con il titolo Erewhon e nel 1973 come L'uomo e la macchina.

## Trama
I primi capitoli del romanzo sono basati sulle esperienze di Butler in Nuova Zelanda dove, da giovane, ha lavorato come allevatore di pecore per circa quattro anni (1860-1864) esplorando parti interne dell'Isola del Sud.
La gran parte del libro consiste nella descrizione di Erewhon. La natura di questa nazione è destinata ad essere ambigua. A prima vista, Erewhon sembra essere un'utopia, ma si capisce subito che ciò è ben lungi dall'essere vero. Eppure, nonostante tutti i difetti, Erewhon non è una distopia vera e propria, come quella descritta da George Orwell in 1984. Come utopia satirica, Erewhon a volte è stata paragonata a I viaggi di Gulliver (1726) di Jonathan Swift e, come critica alla società vittoriana dell'epoca dovrebbe essere paragonato a Notizie da nessun luogo (News from Nowhere, 1890) di William Morris.
Il romanzo prende di mira vari aspetti della società vittoriana, la religione e l'antropocentrismo, la punizione e la pena. In un capitolo Butler opera un attacco anche contro l'ipocrisia religiosa del suo tempo. Secondo la legge erewhoniana, i suoi trasgressori sono trattati come se fossero malati, mentre i malati sono visti come criminali.
Un'altra caratteristica di Erewhon è l'assenza di macchine: ciò è dovuto alla percezione largamente condivisa dagli erewhoniani che queste siano potenzialmente pericolose.
Ampiamente condivisa tra la gente di Erewhon è la convinzione che la nascita sia una scelta consapevole del bambino, invece che dei genitori.

## Influenza culturale
L'album Erewhon di David Thomas trae il proprio titolo da questo libro.

## Edizioni
- (EN) Samuel Butler, Erewhon, or Over the Range, 1ª ed., Londra, Trübner and Co., 1872.
- (EN) Samuel Butler, Erewhon, or Over the Range, Londra, Grant Richards, 1901.
- Samuel Butler, Erewhon ovvero dall'altra parte delle montagne, traduzione di G. Titta Rosa, Milano, Alberto Corticelli Editore, 10 novembre 1927.
- Samuel Butler, Erewhon, traduzione di Aldo Sorani, Collezione Alfa, n. 8, Roma, Editoriale Romana, novembre 1944.
- Samuel Butler, Erewhon ovvero dall'altra parte delle montagne, traduzione di G. Titta Rosa, Ghirlanda, n. 21, Milano, Casa Editrice Ultra, gennaio 1945.
- Samuel Butler, Erewhon, traduzione di Lucia Drudi Demby, Classici Adelphi, n. 12, Milano, Adelphi, novembre 1965.
- Samuel Butler, L'uomo e la macchina, in Rita Cirio e Pietro Favari (a cura di), Utopia rivisitata, Almanacco Letterario Bompiani, Milano, Bompiani, dicembre 1973.
- Samuel Butler, Erewhon, in Erewhon e Ritorno in Erewhon, traduzione di Lucia Drudi Demby, Piccola biblioteca Adelphi, n. 23, Milano, Adelphi, 1975, ISBN 8845903885.
- Samuel Butler, Erewhon, traduzione di Lucia Drudi Demby, Milano, Minerva, 1981.
- Samuel Butler, Erewhon, traduzione di Michele Lo Buono, Oscar Classici, n. 34, Milano, Arnoldo Mondadori Editore, febbraio 1984.